# Chambornay-lès-Pin
Chambornay-lès-Pin é uma comuna francesa na região administrativa de Borgonha-Franco-Condado, no departamento de Alto Sona. Estende-se por uma área de 4,85 km². Em 2010 a comuna tinha 371 habitantes (densidade: 76,5 hab./km²).